# Clichy (Hauts-de-Seine)
Clichy település Franciaországban, Hauts-de-Seine megyében. Lakosainak száma 65 102 fő (2022. január 1.). Clichy Asnières-sur-Seine, Saint-Ouen-sur-Seine, Párizs és Levallois-Perret községekkel határos. A városban található a Fret SNCF székhelye.

## Népesség
A település népességének változása:
| Lakosok száma | 59 255 | 60 435 | 60 746 | 61 070 | 62 485 | 63 089 | 62 933 | 64 849 | 65 102 |
|               | 2013   | 2015   | 2016   | 2017   | 2018   | 2019   | 2020   | 2021   | 2022   |